# Bill Varner
Pour les articles homonymes, voir Varner.
Bill Varner, né le 1er août 1960 à Pittsburgh (Pennsylvanie), est un ancien joueur américain naturalisé belge de basket-ball. Il jouait au poste d'ailier.

## Clubs
- 1979-1983 :  Fighting Irish de Notre Dame (NCAA)
- 1983-1984 :  Flyers du Wisconsin (CBA) puis  Sarasota Stingers (CBA)
- 1984-1987 :  Olympique d'Antibes (Pro A)
- 1987-1990 :  BCM Gravelines (Pro A)
- 1990-1996 :  RC Malines (championnat de Belgique)
- 1996-1997 :  Montpellier PB (Pro A) puis  Atléticos de San Germán (championnat de Porto Rico)
- 1997-1998 :  CB Ourense (Liga ACB)
- 1998-1999 :  Gaiteros del Zulia (championnat du Venezuela) puis  CB Ourense (Liga ACB)
- 1999-2000 :  Valence BC (Liga ACB)
- 2000-2001 :  Spirou Charleroi (championnat de Belgique)
- 2000-2001 :  Cholet Basket (Pro A)
- 2001-2002 :  Cantabria Baloncesto (Liga ACB)

## Distinctions
- MVP étranger du championnat de France 1986-1987